# Eenheidsvector
In de meetkunde, een deelgebied van de wiskunde, is een eenheidsvector een vector met de norm of lengte 1. In de betrokken vectorruimte moet een lengtebegrip of afstand zijn gedefinieerd, wat het geval is in een genormeerde vectorruimte. Een eenheidsvector is daarmee een vector in een genormeerde vectorruimte, met de norm 1, en wordt ook genormeerde vector genoemd.
Een eenheidsvector wordt met {\displaystyle \mathbf {e} } aangeduid en de lengte van een vector wordt met de gewone letter geschreven.
Van een willekeurige vector {\displaystyle \mathbf {v} }, ongelijk aan de nulvector, kan een eenheidsvector {\displaystyle \mathbf {e} } worden afgeleid door {\displaystyle \mathbf {v} } te normeren. De genormeerde vector is:
{\displaystyle \mathbf {e} ={\mathbf {v}  \over v}}
Er geldt immers:
{\displaystyle e=\left\|{\mathbf {v}  \over v}\right\|=1}
De standaardbasis van de vectorruimte {\displaystyle \mathbb {R} ^{n}} bestaat uit de {\displaystyle n} eenheidsvectoren met één coördinaat 1 en de overige 0. 
De deelverzameling van een genormeerde vectorruimte, die wordt gevormd door de eenheidsvectoren, heet de eenheidsbol. 